# Torino Women
Il Torino Women Associazione Sportiva Dilettantistica, meglio noto come Torino Women, è una società italiana di calcio femminile con sede a Pianezza, nella città metropolitana di Torino. Milita in Eccellenza, quarto livello del campionato italiano femminile di calcio. Ha disputato 27 campionati consecutivi di Serie A dal 1986-1987 al 2012-2013. Il Torino ha vinto 4 Scudetti Primavera (2005-2006, 2006-2007, 2010-2011 e 2011-2012), categoria di cui detiene il record di titoli a livello nazionale.

## Storia

### Precedenti storici
A partire dalla fine degli anni 1960 fu attiva l'ACF Real Torino, dal 1974 nota come Real Torino FCF. Il Real Torino aderì alla FICF, prendendo parte al primo campionato italiano femminile di calcio nel 1968, nel quale conquistò le semifinali, mentre nella stagione successiva si classificò al quarto posto. Nel 1970 le ragazze granata vinsero il campionato e la coppa nazionale, ma la stagione successiva non riuscirono a ripetersi, venendo superate dalle rivali concittadine della Real Juventus. Nel 1972 le suddette compagini torinesi furono tra i dissidenti che si rifiutarono di aderire alla neocostituita FFIUAGC e l'anno successivo presero parte all'ultimo campionato organizzato dalla FICF. Il Real Torino fu tra le compagini che sopravvissero allo scioglimento della FICF, prendendo parte al campionato cadetto nel biennio 1974-1975 e, dopo un anno di inattività, ancora nel 1977; dopo aver conquistato la promozione disputando il campionato di Serie C 1978, il Real Torino prese parte al campionato di Serie B nel 1979 e nel 1980. Dopo essere stata ripescata, il Real Torino partecipò ai campionati di Serie A 1980, 1981 e 1982, il quale fu abbandonato dalla società granata all'undicesima giornata. Nel 1983 il Real Torino non venne iscritto al campionato cadetto, interrompendo la sua attività sportiva.

### La società attuale

La rosa della stagione 1989-1990

L'attuale società venne fondata a Venaria Reale nel settembre del 1981 come ACF Virgilio Maroso, con colori sociali bianco, rosso e giallo. Iscritta al girone piemontese della Serie D 1981-1982, in quattro anni, nel 1985, ottiene la promozione in Serie A.
Nella massima serie, alla quale prende parte per le 27 stagioni successive, la società cambia denominazione in Torino Calcio Femminile dopo aver richiesto ed ottenuto dal Torino l'autorizzazione all'uso dello stemma e dei colori sociali. Il periodo di maggior grandezza della società lo si ha nei primi anni del nuovo millennio, sotto la presidenza di Cosimo Bersano, che lascerà la guida della società dopo la stagione 2005-2006.
In questo periodo la squadra viene rinforzata con calciatrici di primo piano come Tatiana Zorri, Patrizia Panico, Raffaella Manieri, Silvia Fuselli e molte altre, lottando per scudetto e coppa nazionale e sfiorando la vittoria tricolore per tre stagioni di fila, perdendo anche una finale di Coppa Italia ed una di Supercoppa Italiana. Il Torino diventa nel frattempo il punto di riferimento per quanto riguarda lo sviluppo del Settore Giovanile in Italia lanciando in serie giovani talenti in prima squadra, tra i quali spiccano i nomi di Barbara Bonansea, Cecilia Salvai, Marta Carissimi e Michela Franco. Il presidente Bersano lascia la 
Dopo l'ottimo piazzamento in campionato nella stagione 2011-2012 sotto la guida del tecnico Licio Russo, la società, colpita da una forte crisi economica, decide di ridimensionare i propri obiettivi e si affida alla rosa capace di vincere lo scudetto Primavera nel mese di giugno battendo in finale il Firenze: vengono così cedute sia giocatrici di primo piano come Tatiana Zorri, Simona Sodini, Elisabetta Parodi e Manuela Bosi, sia le giovani già affermate come Barbara Bonansea, Cecilia Salvai e Michela Franco, assieme ad altre calciatrici. In panchina viene chiamato l'esordiente Eraldo Nicco, a cui viene richiesta la salvezza con la squadra più giovane dell'intero campionato di Serie A, con un'età media di 16 anni e mezzo. La calciatrice più anziana in rosa è Francesca Coluccio, classe 1990. A fine stagione, il Toro è retrocesso in Serie B per la prima volta nella sua storia; era l'ultima società rimasta a non essere mai retrocessa dalla massima divisione. Nella stagione 2017-2018 il Torino retrocede in Serie C, rimanendovi sino alla stagione 2020-2021, al termine della quale rinuncia per iscriversi al campionato di Eccellenza Piemonte.

## Colori
Dal 1985 i colori sociali sono il granata.

## Società

### Organigramma societario
- Roberto Salerno - Presidente
- Gianpiero Attuati - Vice presidente
- Gianluca Vitale - Direttore esecutivo resp. prima squadra
- Osvaldo Prunai, Nino Vitulano, Francesca Prunai - Direttivo

## Palmarès

### Competizioni giovanili
- Campionato Primavera: 4

2005-2006, 2006-2007, 2010-2011, 2011-2012

### Altri piazzamenti
- Campionato italiano:

Secondo posto: 1993-1994, 2006-2007
Terzo posto: 1995-1996, 1996-1997, 2004-2005, 2005-2006
- Coppa Italia:

Finalista: 1996-1997, 2006-2007
Semifinalista: 1988-1989, 2005-2006
- Supercoppa italiana:

Finalista: 2007